# Disembolus alpha
Disembolus alpha là một loài nhện trong họ Linyphiidae.
Loài này thuộc chi Disembolus. Disembolus alpha được Ralph Vary Chamberlin miêu tả năm 1949.